# Professor Farnsworth
Hubert J. Farnsworth (meglio noto come professor Farnsworth o semplicemente Professore) è un personaggio immaginario presente nella serie animata statunitense Futurama. È il titolare della Planet Express, società dove lavorano i protagonisti della serie.

## Biografia
Nell'episodio della seconda stagione Il mio clone viene rivelato che il professore è nato il 9 aprile 2841, per cui la sua età si aggira sui 160 anni; aspetto che viene ribadito nell'episodio Ritorno al presente in cui, sottoposto a uno scanner, afferma di essere invecchiato. Nonostante l'estrema vecchiaia è un lontano discendente del protagonista Philip J. Fry (il quale ne è sia prozio sia antenato diretto, essendo divenuto il nonno di sé stesso). 
Ha un rapporto molto complesso con il suo prozio. Principalmente per la scarsa intelligenza di quest'ultimo, che lo mette spesso in imbarazzo e che suscita talvolta il disprezzo del professore. Ciononostante ha dimostrato anche di essergli molto affezionato.
A causa dell'età avanzata, Farsnworth è di cagionevole salute e le sue ossa non reggono i lavori più elementari.
È uno scienziato, professore universitario e inventore dai risultati spesso contrastanti: se spesso le sue invenzioni sono brillanti, sono anche pericolose, inutilmente complesse e raramente trovano applicazioni davvero necessarie. Grazie a lui, ad esempio, è stata scoperta la tecnologia alla base della costruzione dei robot e del loro utilizzo su vasta scala. Inoltre, come accennato nella versione in lingua originale del lungometraggio La bestia con un miliardo di schiene, ha vinto una medaglia Fields (tradotto erroneamente nella versione italiana con "medaglia al valore"). Nonostante ciò viene spesso deriso dalla comunità scientifica, in particolare dal suo rivale ed ex studente Wernstrom, a causa soprattutto delle imbarazzanti manifestazioni di demenza senile del professore durante i simposi scientifici.
In passato ha avuto una relazione amorosa con Mamma, donna d'affari cinica e spregiudicata che ha fatto fortuna sfruttando le invenzioni del professore. La relazione, che si concretizzò nella nascita del più piccolo dei tre figli di Mamma (Igner), si interruppe quando l'avida speculatrice decise di convertire in arma il pupazzo "Maidiregatto", che il professore aveva progettato come un giocattolo che lanciasse arcobaleni dagli occhi e che Mamma trasformò in una mortale macchina di raggi laser.
Per avere una successione si è clonato, generando Cubert Farnsworth (pronunciato Q*bert, come il celebre videogioco degli anni ottanta). Cubert frequenta la scuola media insieme a Dwight, il figlio di Hermes.
Farnsworth è anche un imprenditore e occupa la cattedra di "matematica dei neutrini quantici" all'università marziana.
I suoi genitori, Ned e Velma, vivono una comunità per anziani, dove sono in una condizione di stasi elettronica simile alla realtà virtuale. Ha un fratello minore di nome Floyd, laureato in scienze del rodeo.

## Ruolo
Il suo personaggio ricalca lo stereotipo popolare dello scienziato pazzo eccentrico, ma esterna anche le abitudini e le idiosincrasie delle persone senili. Inoltre manifesta un estremo cinismo abbinato sia alla sua attività scientifica sia a quella di imprenditore. A tal riguardo molti episodi si sviluppano sulla base delle missioni impossibili o suicide di cui incarica i dipendenti della Planet Express, spedendoli attraverso le regioni più pericolose dell'universo allo scopo di consegnare semplici pacchi o per futili motivi. Per questo motivo ha perso l'equipaggio precedente (divorato da una vespa spaziale). In alcuni episodi mostra di avere già pronti dei rimpiazzi nel caso i suoi dipendenti non dovessero più tornare.
Rimane comunque un personaggio estremamente intelligente (se non il più intelligente della serie) e per questo stimato dai protagonisti, che trovano in lui un punto di riferimento, dimostrando di apprezzare la sua guida e la sua presunta saggezza e affidandosi alla sua immensa genialità per risolvere le situazioni più disperate.
Il nome del personaggio del professore è stato ispirato dall'omonimo scienziato Philo Farnsworth, pioniere nello sviluppo della trasmissione televisiva e sviluppatore del primo congegno per la fusione nucleare.